# Papa Pasqual I
Pasqual I (Roma ? – íd. 11 de febrer del 824) fou Papa de l'Església catòlica des del 817 al 824.
Pertanyia a una família noble de la ciutat de Roma. En el moment de la seva elecció com a Papa ocupava el càrrec de superior del monestir de Sant Esteve a Roma i, després de la seva consagració va rebre com a present del fill de Carlemany, Lluís I, els territoris de Còrsega i Sardenya i la confirmació, mitjançant el Pactum Ludovicianum, de les donacions fetes al papat en les dècades precedents per Pipí el Breu i Carlemany: Roma, Túscia, Perusa, Campània, Tívoli, Exarcat de Ravenna, Pentàpolis i Sabina, establint els límits de l'Estat de l'Església, dins dels quals el pontífex gaudia de plena sobirania.
Durant el seu pontificat va haver de fer front a la segona crisi iconoclasta que des del 814 torna a aparèixer a Constantinoble, sota el mandat de l'emperador romà d'Orient Lleó V l'Armeni, i que degut a les persecucions patides va provocar una important afluència de monjos grecs a Roma. Aquests van trobar refugi als monestirs, acabats de construir, de Santa Praxedis, Santa Cecília i Sant Sergi.
L'any 823 va coronar al fill de Lluís I, Lotari I, com a emperador corregent amb el seu pare. Durant el seu pontificat, va ordenar el trasllat de moltes relíquies de màrtirs a les esglésies i monestirs romans i va prestar ajuda als cristians de Palestina i Espanya en les seves lluites contra els musulmans.
Va morir a la ciutat de Roma l'11 de febrer del 824, en un moment en el qual els comissionats imperials enviats per Lluís I investigaven la mort de dos funcionaris papals, que, partidaris de la primacia de l'emperador sobre el papa en assumptes terrenals, havien estat assassinats per servents del Sant Pare. Pasqual I, que havia sigut acusat d'instigar les morts, va negar sota jurament qualsevol implicació però potser degut a aquest fet el poble romà es va negar que fos enterrat a la Basílica de Sant Pere per la qual cosa les seves restes van ser enterrades en un altre lloc. La tradició havia cregut que eren a la capella de Sant Zenó de l'església de Santa Pràxedes, però investigacions posterior ho han desmentit. Sembla que va ser sebollit a Santi Processo e Martiniano, però l'oratori va ser traslladat al segle xvi i es van perdre les restes que hi havia.